# 阿尔迪扎
阿尔迪扎（法語：Ardizas）是法国热尔省的一个市镇，属于奥克区（Auch）科洛涅县（Cologne）。该市镇总面积8.52平方公里，2009年时的人口为198人。

## 人口
阿尔迪扎人口变化图示